# 王土房乡
王土房乡，是中华人民共和国河北省承德市平泉市下辖的一个乡镇级行政单位。

## 行政区划
王土房乡下辖以下地区：
单杖子村、东北沟社区村、王土房社区村和山湾子村。